# إدوارد ن. كيرك
إدوارد ن. كيرك (بالإنجليزية: Edward N. Kirk)‏ هو ضابط أمريكي، ولد في 29 فبراير 1828 في مقاطعة جفرسون في الولايات المتحدة، وتوفي في 21 يوليو 1863 في شيكاغو في الولايات المتحدة.